# パフォーマプロミス
パフォーマプロミス (英: Perform a Promise)は、日本の競走馬。主な勝ち鞍は2018年の日経新春杯 (GII)、アルゼンチン共和国杯 (GII)、2020年の鳴尾記念 (GIII)。馬名の意味は「約束を果たす」。

## 戦績
2012年2月8日に北海道安平町のノーザンファームで誕生。一口馬主法人「サンデーサラブレッドクラブ」より総額3200万円（1口80万円×40口）で募集され、ノーザンファーム早来で育成された。
育成時代から体質の弱さから思うように調教が進まず、デビューは遅れる。3歳9月の「スーパー未勝利戦」でようやくデビューを果たすと、7番人気という評価であったものの既走馬相手にデビュー勝ちを収める。3カ月ぶりの2戦目、そこから5カ月ぶりの3戦目も勝利してデビュー3連勝を果たす。しかし、当時は陣営いわく「一走ごとにガタッときていた」という状態で、その後も間隔を詰めてレースに使うことができず、出世は遅れた。
5歳の夏にノーザンファーム早来で約4カ月間調整された頃から体質が強化され、順調にレースに出走できるようになる。同年末のグレイトフルステークス (1600万下)を制し、待望のオープン入りを果たした。年明け初戦の日経新春杯では重賞初挑戦ながら1番人気に推され、逃げるロードヴァンドールをゴール前でクビ差捉えて6歳にして初の重賞勝ちを飾った。その後は天皇賞（春）を目標にするプランもあったが、宝塚記念を目指すことになった。前哨戦の目黒記念3着を経て挑んだ宝塚記念では4番人気に推されたが、見せ場を作れないまま9着に敗れた。
宝塚記念後は休養を挟んで京都大賞典で復帰予定だったが、熱発のため枠順確定前に出走を取り消した。仕切り直しの一戦となったアルゼンチン共和国杯をコルム・オドノヒュー騎乗で勝利し、重賞2勝目を挙げた。年末の有馬記念にはクリスチャン・デムーロとのコンビで出走したが、14着と大敗を喫した。
2019年は初戦の京都記念で4着となった後、天皇賞（春）に直行。勝ち馬フィエールマンと2着のグローリーヴェイズには離されたが、2番人気エタリオウには先着してGIで初の馬券内となる3着に入った。しかし、レース後に右橈骨遠位端骨折が判明し、長期休養に入った。
2020年、京都記念で復帰することが発表されたが、骨膜のため回避した。その後、復帰初戦となった鳴尾記念でラヴズオンリーユーにハナ差で勝ち、1年7カ月ぶりの重賞勝利となった。秋に入り京都大賞典は6着、第40回ジャパンカップは11着に終わった。
2021年のダイヤモンドステークス（15着）出走後に、右後肢第1趾骨の骨折が判明し手術を受けたが、そのまま引退することになった。滋賀県栗東市のTCCセラピーパークへ乗馬となるため移動したが、同年4月初旬に馬房内で再び粉砕骨折を発症し、栗東トレーニングセンター診療所で緊急手術を受けた。その後同年6月には蹄葉炎を発症したため、同診療所で療養を続けていたが、同年8月19日朝、起立困難となったため、安楽死の措置が取られた。

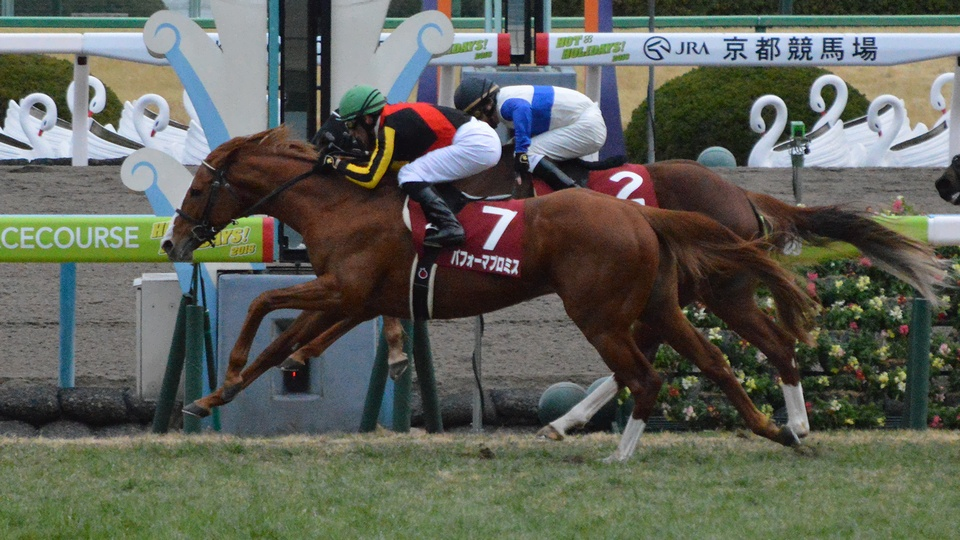
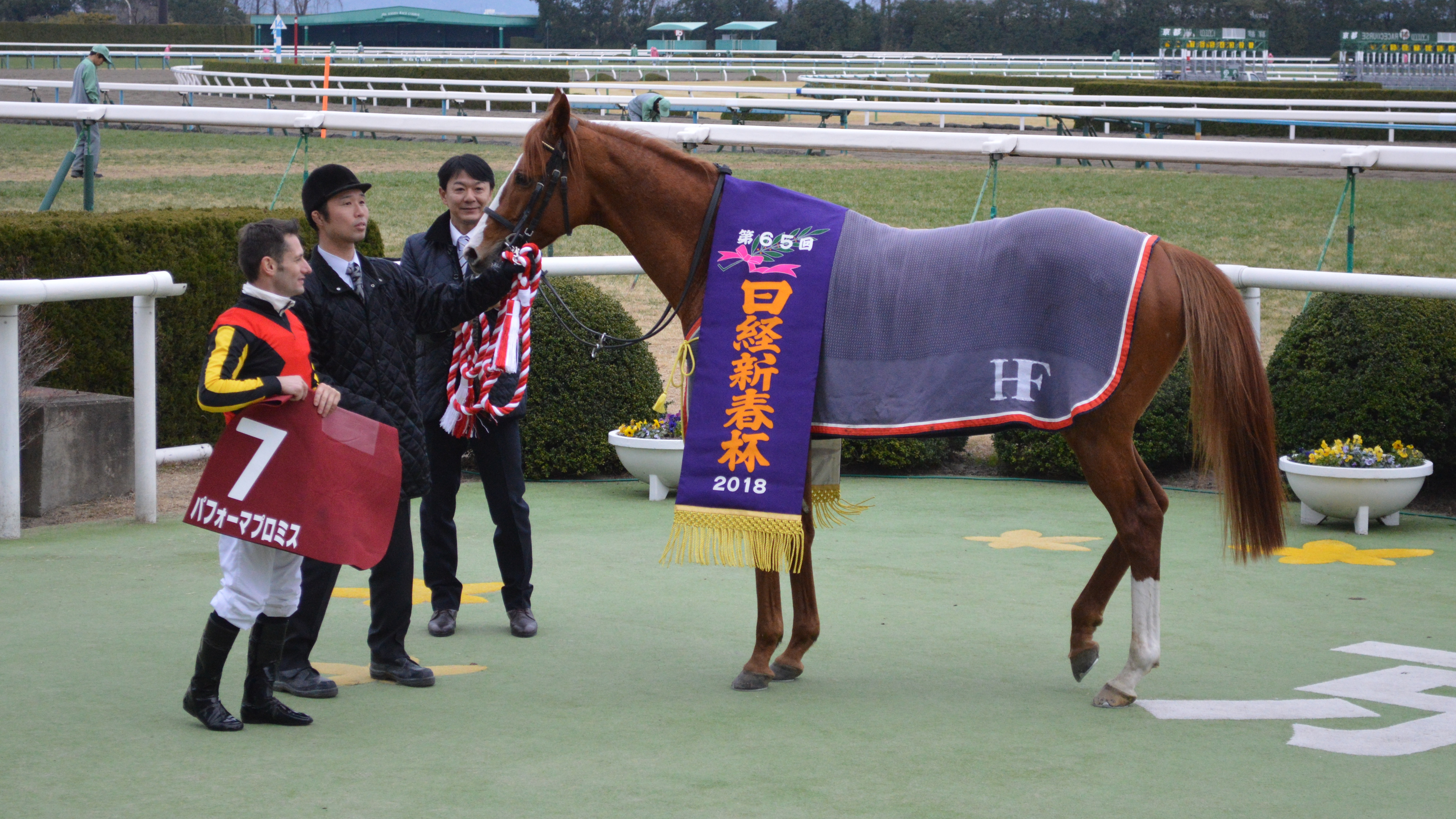

## 競走成績
以下の内容は、netkeiba.comの情報に基づく。
| 競走日     | 競馬場 | 競走名               | 格   | 距離（馬場）  | 頭 数 | 枠 番 | 馬 番 | オッズ （人気） | 着順 | タイム （上り3F） | 着差 | 騎手            | 斤量 [kg] | 1着馬（2着馬）         | 馬体重 [kg] |
| ---------- | ------ | -------------------- | ---- | ------------- | ----- | ----- | ----- | --------------- | ---- | ----------------- | ---- | --------------- | --------- | ---------------------- | ----------- |
| 2015.09.21 | 阪神   | 3歳未勝利            |      | 芝1800m（良） | 18    | 1     | 1     | 016.00（7人）   | 01着 | R1:47.2（34.2）   | -0.4 | 0福永祐一       | 56        | （メイショウミソラ）   | 450         |
| 0000.12.20 | 中京   | 3歳上500万下         |      | 芝2000m（良） | 18    | 4     | 7     | 002.70（2人）   | 01着 | R2:00.5（35.5）   | -0.2 | 0鮫島克駿       | 54        | （インターンシップ）   | 452         |
| 2016.05.21 | 京都   | オーストラリアT      | 10下 | 芝1800m（良） | 13    | 7     | 11    | 002.30（1人）   | 01着 | R1:46.3（33.9）   | -0.0 | 0C.ルメール     | 55        | （サイモンラムセス）   | 452         |
| 0000.07.17 | 中京   | シンガポールTC賞     | 10下 | 芝2000m（良） | 8     | 4     | 4     | 001.60（1人）   | 06着 | R1:59.8（35.5）   | -1.4 | 0福永祐一       | 57        | パドルウィール         | 450         |
| 2017.01.08 | 京都   | 4歳上1000万下        |      | 芝2200m（重） | 11    | 7     | 8     | 004.50（4人）   | 06着 | R2:19.9（38.3）   | -1.7 | 0V.シュミノー   | 57        | ストンライティング     | 456         |
| 0000.01.29 | 東京   | 4歳上1000万下        |      | 芝1800m（良） | 16    | 7     | 13    | 005.30（3人）   | 06着 | R1:48.6（33.5）   | -0.3 | 0福永祐一       | 57        | スモークフリー         | 450         |
| 0000.03.26 | 中京   | 熊野特別             | 10下 | 芝2200m（稍） | 9     | 4     | 4     | 004.00（2人）   | 01着 | R2:15.9（35.4）   | -0.4 | 0戸崎圭太       | 57        | （マイネルカレッツァ） | 452         |
| 0000.05.13 | 東京   | 緑風S                | 16下 | 芝2400m（重） | 11    | 7     | 8     | 007.40（4人）   | 02着 | R2:29.0（35.4）   | -0.4 | 0戸崎圭太       | 55        | リッチーリッチー       | 438         |
| 0000.10.09 | 東京   | 六社S                | 16下 | 芝2400m（良） | 12    | 4     | 4     | 002.60（1人）   | 02着 | R2:25.1（35.0）   | -0.0 | 0吉田隼人       | 56        | ブライトバローズ       | 450         |
| 0000.11.11 | 京都   | 比叡S                | 16下 | 芝2200m（良） | 9     | 2     | 2     | 003.60（2人）   | 03着 | R2:14.1（34.8）   | -0.2 | 0岩田康誠       | 57        | クィーンチャーム       | 452         |
| 0000.12.23 | 中山   | グレイトフルS        | 16下 | 芝2500m（良） | 16    | 1     | 1     | 003.00（1人）   | 01着 | R2:34.1（34.9）   | -0.1 | 0戸崎圭太       | 56        | （カラビナ）           | 452         |
| 2018.01.14 | 京都   | 日経新春杯           | GII  | 芝2400m（良） | 12    | 6     | 7     | 003.70（1人）   | 01着 | R2:26.3（34.4）   | -0.0 | 0M.デムーロ     | 54        | （ロードヴァンドール） | 452         |
| 0000.05.27 | 東京   | 目黒記念             | GII  | 芝2500m（良） | 16    | 4     | 8     | 003.90（1人）   | 03着 | R2:29.8（34.2）   | -0.1 | 0M.デムーロ     | 56        | ウインテンダネス       | 452         |
| 0000.06.24 | 阪神   | 宝塚記念             | GI   | 芝2200m（稍） | 16    | 4     | 7     | 008.50（4人）   | 09着 | R2:12.6（36.2）   | -1.0 | 0戸崎圭太       | 58        | ミッキーロケット       | 448         |
| 0000.11.04 | 東京   | アルゼンチン共和国杯 | GII  | 芝2500m（良） | 12    | 5     | 6     | 004.80（3人）   | 01着 | R2:33.7（32.6）   | -0.1 | 0C.オドノヒュー | 56        | （ムイトオブリガード） | 454         |
| 0000.12.23 | 中山   | 有馬記念             | GI   | 芝2500m（稍） | 16    | 3     | 5     | 020.60（7人）   | 14着 | R2:33.7（36.7）   | -1.5 | 0C.デムーロ     | 57        | ブラストワンピース     | 464         |
| 2019.02.10 | 京都   | 京都記念             | GII  | 芝2200m（良） | 12    | 6     | 7     | 006.00（4人）   | 04着 | R2:14.9（35.0）   | -0.1 | 0福永祐一       | 57        | ダンビュライト         | 460         |
| 0000.04.28 | 京都   | 天皇賞（春）         | GI   | 芝3200m（良） | 13    | 6     | 8     | 030.60（8人）   | 03着 | R3:16.0（35.2）   | -1.0 | 0北村友一       | 58        | フィエールマン         | 452         |
| 2020.06.06 | 阪神   | 鳴尾記念             | GIII | 芝2000m（良） | 16    | 1     | 1     | 033.5（10人）   | 01着 | R2:00.1（35.7）   | -0.0 | 0福永祐一       | 56        | （ラヴズオンリーユー） | 466         |
| 0000.10.11 | 京都   | 京都大賞典           | GII  | 芝2400m（稍） | 17    | 8     | 15    | 009.90（6人）   | 06着 | R2:26.1（34.9）   | -0.5 | 0福永祐一       | 56        | グローリーヴェイズ     | 468         |
| 0000.11.29 | 東京   | ジャパンC            | GI   | 芝2400m（良） | 15    | 6     | 10    | 312.5（12人）   | 11着 | R2:24.8（35.6）   | -1.8 | 0岩田望来       | 57        | アーモンドアイ         | 466         |
| 2021.02.20 | 東京   | ダイヤモンドS        | GIII | 芝3400m（良） | 16    | 8     | 15    | 017.80（8人）   | 15着 | R3:35.0（38.3）   | -3.8 | 0M.デムーロ     | 57.5      | グロンディオーズ       | 468         |

## 血統表
| パフォーマプロミスの血統        | パフォーマプロミスの血統                               | パフォーマプロミスの血統                               | （血統表の出典）                                       | （血統表の出典）  |
| 父系                            | サンデーサイレンス系                                   | サンデーサイレンス系                                   | サンデーサイレンス系                                   | [ § 2 ]           |
| 父 ステイゴールド 1994 黒鹿毛   | 父の父*サンデーサイレンス Sunday Silence 1986 青鹿毛   | Halo                                                   | Hail to Reason                                         | Hail to Reason    |
| 父 ステイゴールド 1994 黒鹿毛   | 父の父*サンデーサイレンス Sunday Silence 1986 青鹿毛   | Halo                                                   | Cosmah                                                 |                   |
| 父 ステイゴールド 1994 黒鹿毛   | 父の父*サンデーサイレンス Sunday Silence 1986 青鹿毛   | Wishing Well                                           | Understanding                                          | Understanding     |
| 父 ステイゴールド 1994 黒鹿毛   | 父の父*サンデーサイレンス Sunday Silence 1986 青鹿毛   | Wishing Well                                           | Mountain Fiower                                        |                   |
| 父 ステイゴールド 1994 黒鹿毛   | 父の母ゴールデンサッシュ 1988 栗毛                     | *ディクタス                                            | Sanctus                                                | Sanctus           |
| 父 ステイゴールド 1994 黒鹿毛   | 父の母ゴールデンサッシュ 1988 栗毛                     | *ディクタス                                            | Dronic                                                 |                   |
| 父 ステイゴールド 1994 黒鹿毛   | 父の母ゴールデンサッシュ 1988 栗毛                     | ダイナサッシュ                                         | *ノーザンテースト                                      | *ノーザンテースト |
| 父 ステイゴールド 1994 黒鹿毛   | 父の母ゴールデンサッシュ 1988 栗毛                     | ダイナサッシュ                                         | *ロイヤルサッシュ                                      |                   |
| 母 アイルビーバウンド 2005 鹿毛 | 母の父タニノギムレット 1999 鹿毛                       | *ブライアンズタイム                                    | Roberto                                                | Roberto           |
| 母 アイルビーバウンド 2005 鹿毛 | 母の父タニノギムレット 1999 鹿毛                       | *ブライアンズタイム                                    | Kelley's Day                                           |                   |
| 母 アイルビーバウンド 2005 鹿毛 | 母の父タニノギムレット 1999 鹿毛                       | タニノクリスタル                                       | *クリスタルパレス                                      | *クリスタルパレス |
| 母 アイルビーバウンド 2005 鹿毛 | 母の父タニノギムレット 1999 鹿毛                       | タニノクリスタル                                       | *タニノシーバード                                      |                   |
| 母 アイルビーバウンド 2005 鹿毛 | 母の母*バウンドトゥダンス Bound to Dance 1986 鹿毛     | Northern Dancer                                        | Nearctic                                               | Nearctic          |
| 母 アイルビーバウンド 2005 鹿毛 | 母の母*バウンドトゥダンス Bound to Dance 1986 鹿毛     | Northern Dancer                                        | Natalma                                                |                   |
| 母 アイルビーバウンド 2005 鹿毛 | 母の母*バウンドトゥダンス Bound to Dance 1986 鹿毛     | Truly Bound                                            | In Reality                                             | In Reality        |
| 母 アイルビーバウンド 2005 鹿毛 | 母の母*バウンドトゥダンス Bound to Dance 1986 鹿毛     | Truly Bound                                            | Natashka                                               |                   |
| 母系(F-No.)                     | (FN:2-b)                                               | (FN:2-b)                                               | (FN:2-b)                                               | [ § 3 ]           |
| 5代内の近親交配                 | Northern Dancer 5×3、Hail to Reason 4×5、Almahmoud 5×5 | Northern Dancer 5×3、Hail to Reason 4×5、Almahmoud 5×5 | Northern Dancer 5×3、Hail to Reason 4×5、Almahmoud 5×5 | [ § 4 ]           |
| 出典                            | 1. 2. 3. 4.                                            | 1. 2. 3. 4.                                            | 1. 2. 3. 4.                                            | 1. 2. 3. 4.       |

- 伯母に優駿牝馬勝ち馬のシルクプリマドンナ、伯父に北海道2歳優駿勝ち馬のモエレアドミラルがいる。
- 6代母Vagrancyは1942年のCCAオークス勝ち馬。
- 4代母Natashkaは1966年のアラバマステークス勝ち馬。
- そのほかの主な近親に天皇賞（秋）など重賞3勝のヘヴンリーロマンス、ステイヤーズステークス勝ち馬のサージュウェルズ、マーメイドステークス勝ち馬のウインマイティーがいる。